# گو گوانگ-گو
گو گوانگ-گو (انگلیسی: Go Gwang-gu؛ زادهٔ ۲۹ سپتامبر ۱۹۷۲) وزنه‌بردار اهل کره جنوبی بود.